# 大鱗琴脂鯉
大鱗琴脂鯉為輻鰭魚綱脂鯉目琴脂鯉亞目琴脂鯉科的其中一種，為熱帶淡水魚，分布於非洲剛果河流域，本體長可達75公分，棲息在底中層水域，生活習性不明，可做為食用魚。

## 扩展阅读
維基物種上的相關：大鱗琴脂鯉